# Salomé Stévenin
Pour les articles homonymes, voir Stévenin.
Salomé Stévenin  est une actrice et réalisatrice française, née le 29 janvier 1985 à Paris 13e.
Elle est la fille du réalisateur et acteur Jean-François Stévenin, la demi-sœur du comédien Sagamore Stévenin et la sœur des comédiens Robinson et Pierre Stévenin.

## Biographie
Salomé Stévenin tourne, à trois ans, aux côtés de son père Jean-François et de Sandrine Bonnaire dans Peaux de vaches. Elle suit les pas de son frère aîné Robinson en jouant avec lui dans un épisode de L'Instit. Philippe de Broca la révèle grâce à son premier rôle dans Le Jardin des plantes, où elle est Philippine, petite fille espiègle du magistral Claude Rich, dans un duo d’amour et d’aventure. Suivent des téléfilms tels que Noël et après, Parents à mi-temps, L'Huile sur le feu, Clara, cet été là ou Cigarettes et bas nylon qui lui vaut le Prix du jeune espoir féminin, au Festival de la fiction TV de La Rochelle 2010.
Au cinéma, elle grandit en tournant La Belle Verte de Coline Serreau, Soleil de Roger Hanin en fille de Sophia Loren, Love me de Laetitia Masson, où elle tient le rôle de Sandrine Kiberlain adolescente, et Mischka de Jean-François Stévenin où elle incarne une jeune fille fugueuse et passionnée. À dix-sept ans Salomé part apprendre le théâtre dans une école en Angleterre, où elle découvre Shakespeare et Stanislawsky.
À son retour à Paris, elle continue les cours de danse classique avec son professeur Georges Piletta, et, sans quitter le piano qu’elle apprend depuis l’enfance avec l’artiste sénégalaise Aminata Faal, elle travaille le chant avec Eve Brenner. Salomé suit pendant un an les cours de pantomime d’Ella Jaroszewicz, au studio Magenia, premier professeur de mime de l’école de danse de l’Opéra de Paris, épouse et collaboratrice de Marcel Marceau.
Elle tourne dans Douches froides d’Antony Cordier, interprétation qui lui vaut une nomination au César du meilleur espoir féminin en 2006. Commence alors une collaboration suivie avec René Féret : Il a suffi que Maman s'en aille..., Comme une étoile dans la nuit, Nannerl, la sœur de Mozart puis Madame Solario en témoignent.
En 2007, elle réalise et joue dans Baïnes. Ce court-métrage traitant des liens fraternels entre une jeune fille et son demi-frère japonais, qui se retrouvent le temps d’un séjour dans un petit village perdu de la côte Atlantique, est diffusé sur ARTE et projeté dans plusieurs festivals. Du drame Omar m'a tuer à la comédie Comme un chef, elle explore différents univers, comme dans le road-movie Lili Rose, dans lequel elle est Liza, courageuse jeune femme qui choisit et assume sa liberté.
Son amour des voyages, de la nature et de l’océan l’embarque dans le tournage de documentaires. D’abord plongeuse sous-marine, elle apprend l’apnée pour passer plus de temps près des dauphins et des baleines. Elle découvre la Polynésie dans Odyssée Pacifique, puis file dans les profondes cénotes du Mexique, proche des îles mayas, et des shamanes pour De la mer à la lune. En 2015, elle crée l’association Les merveilles du monde pour « la paix, la joie, l’amour, l’enfance, le développement spirituel et le soin ».

## Filmographie

### Actrice

#### Cinéma

##### Longs métrages
- 1989 : Peaux de vaches de Patricia Mazuy : Anna
- 1996 : La Belle Verte de Coline Serreau : Sophie
- 1997 : Soleil de Roger Hanin : Annie
- 2000 : Love me de Laetitia Masson : Gabrielle à 15 ans
- 2002 : Mischka de Jean-François Stévenin : Jane
- 2005 : Douches froides d’Antony Cordier : Vanessa
- 2007 : Il a suffi que Maman s'en aille... de René Féret : Marie
- 2007 : Regarde-moi d'Audrey Estrougo : Daphné
- 2008 : Comme une étoile dans la nuit de René Féret : Anne à 25 ans
- 2010 : Nannerl, la sœur de Mozart de René Féret : Isabelle d'Aubusson
- 2011 : Omar m'a tuer de Roschdy Zem : Maud
- 2011 : Madame Solario de René Féret : Missy Vlamink
- 2012 : Comme un chef de Daniel Cohen : Amandine
- 2014 : Lili Rose de Bruno Ballouard : Liza
- 2016 : La Supplication de Pol Cruchten : une enfant (voix)

##### Courts métrages
- 1995 : La cicatrice intérieure de Caroline Deruas-Garrel
- 1997 : Maurice Baquet de Daniel Vigne
- 2005 : Salomé de Minh Sourintha : Salomé
- 2006 : L’étoile de mer de Caroline Deruas-Garrel : Camille
- 2006 : Finalement… de Tommy Weber
- 2006 : Tel père telle fille de Sylvie Baillot : Julie
- 2007 : Baïnes de Salomé Stévenin : Sarah
- 2008 : Poil dans le thé de Kaname Onoyama
- 2010 : La fonte des glaces de Julien Lacheray et Stéphane Raymond : Julie
- 2010 : Bagni 66 de Diego Governatori et Luca Governatori : la touriste
- 2011 : Mon amoureux de Daniel Metge : Estelle
- 2013 : Poussières de Daniel Metge : Sarah

#### Télévision

##### Téléfilms
- 1994 : Le Jardin des plantes de Philippe de Broca : Philippine Bornard
- 1995 : Parents à mi-temps d’Alain Tasma : Noémie
- 1995 : Noël et après de Daniel Vigne : Katia
- 1996 : L'Huile sur le feu de Jean-Daniel Verhaeghe : Céline
- 1997 : La petite maman de Patrice Martineau : Mathilde
- 2000 : La Loire, Agnès et les garçons de Patrice Martineau : Élise
- 2002 : Clara, cet été là de Patrick Grandperret : Sonia
- 2011 : Cigarettes et bas nylon de Fabrice Cazeneuve : Marie-Thérèse
- 2011 : Un cœur qui bat de Sophie Révil et Christophe Barraud : Maud
- 2011 : Joseph l'insoumis de Caroline Glorion : Suzanne

##### Séries télévisées
- 1993 : L'Instit, épisode Concerto pour Guillaume de Jacques Ertaud : Irène
- 1997 : Regards d'enfance, épisode La Petite maman de Patrice Martineau : Mathilde
- 2001 : Les Duettistes, épisode Les jeunes proies de Marc Angelo : Alice
- 2008-2010 : La Cour des grands, 18 épisodes réalisés par Christophe Barraud et Dominique Ladoge : Audrey Rivière
- 2012 : Le Sang de la vigne, épisode Les veuves soyeuses de Régis Musset : Marianne de Vonnelle
- 2013 : Les Dames ; épisode Dame de trèfle de Philippe Venault : Armony Lescudet
- 2015 : Le bureau des légendes, saison 1, épisode 4, d’Hélier Cisterne : l’analyste de la Syrie

##### Documentaires
- 2013 : Odyssée Pacifique, 2 x 52 minutes pour Planète+ Thalassa
- 2015 : De la mer à la lune de Philippe Lespinasse, 120 minutes pour Thalassa

### Réalisation et scénario
- 2008 : Baïnes (court métrage)
- 2016:  Sensations (les merveilles du monde 23 min)
- 2019: Nuit bleue. Co-réalisé avec Tommy Weber
- 2025: Nos âmes libres . 70 min. Produit par le Bureau et Atlantique films.

## Théâtre
- 2010 : Hymne à l'amour 2[7] de Ghédalia Tazartès, mis en scène Juliette de Charnacé, MC93 Bobigny
- 2012 : American Blues de Tennessee Williams, mis en scène Juliette de Charnacé, Théâtre de Châtillon

## Distinctions
- 2006 : Prix d'interprétation féminine au Festival de La Ciotat, pour Douches froides d’Antony Cordier
- 2006 : Pré-nomination pour le César du meilleur espoir féminin pour Douches froides d’Antony Cordier
- 2007 : Prix d'interprétation féminine au Festival de Vendôme pour Tel père telle fille de Sylvie Baillot
- 2010 : Prix du jeune espoir féminin, au Festival de la fiction TV de La Rochelle 2010 pour Cigarettes et bas nylon de Fabrice Cazeneuve[8]